# Simon Bekaert
Simon Bekaert (Tielt, 12 d'octubre de 1977) és un advocat i polític flamenc, militant del partit polític d'esquerres Endavant (Vooruit). És conegut per ser el defensor, entre d'altres, de Carles Puigdemont i de Josep Miquel Arenas. És fill de l'advocat Paul Bekaert, especialista en la defensa dels drets humans.

## Trajectòria
El 2000 es va llicenciar en Dret a la universitat KU Leuven. Posteriorment, es va especialitzar en dret comunitari i economia política. L'any 2001, durant la presidència belga de la Unió Europea, va ser oficial d'enllaç del Ministeri d'Afers Exteriors belga. A partir de 2002 va començar a treballar com a assessor del gabinet dels ministres Renaat Landuyt i Kathleen Van Brempt, successivament. L'any 2012 va pronunciar un discurs al Col·legi d'Advocats de Bruges amb motiu del nou any judicial, en el qual va plantejar una sèrie de propostes per reformar els procediments del Consell d'Estat. Ha escrit articles en revistes jurídiques, entre d'altres sobre les ordres europees de detenció, el paper del Consell d'Estat –un tribunal per a la jurisdicció contenciosa administrativa–, el codi del transit etc.
Des del 2007 exerceix com a advocat. El 2013 va ser elegit membre del consell provincial de Flandes Occidental, i des de 2019 és president de la branca provincial del partit socialdemòcrata flamenc Endavant (Vooruit). Ocupa diversos càrrecs directius en institucions públiques, com ara a la Companyia Provincial de Desenvolupament de Flandes Occidental i l'agència pública que administra les terres agrícoles, l'Agència flamenca de les terres (Vlaamse Landmaatschappij). És regidor municipal de la ciutat de Tielt des de 2006 i entre 2013 i 2018 en va ser el regidor en cap.

## Casos
El 2017 va defensar a víctimes de tràfic de persones, prostitució forçosa i l'explotació, en un judici al Tribunal Penal de Bruges contra una banda de vuit nigerians, de la qual algun dels seus integrants va ser condemnat a una pena de nou anys de presó.

### Govern català
Juntament amb el seu pare, Paul Bekaert, defensa a Bèlgica els membres del govern de la Generalitat de Catalunya que s'hi van exiliar l'octubre de 2017, concretament el president Carles Puigdemont i els consellers Antoni Comín, Lluís Puig, Meritxell Serret i Clara Ponsatí, aquesta darrera a Escòcia des del març de 2018.
Pel que fa a Puig, entre el moment en què es va produir l'exili i el judici al procés independentista català, el Tribunal Suprem espanyol va emetre tres ordres europees de detenció contra ell, cadascuna de les quals va ser rebutjada pels tribunals de justícia belgues. La primera euroordre va ser retirada pel mateix Pablo Llarena, jutge instructor del cas, i la segona va ser rebutjada per un defecte de forma comès pel mateix Llarena. La tercera, si bé va ser acceptada a tràmit, el 7 d'agost de 2008 la justícia belga va resoldre que el Tribunal Suprem espanyol no era competent per a tramitar la seva extradició. Tot i així, la fiscalia belga va presentar un recurs al Tribunal d'Apel·lació. Després de la sentència belga, Bekaert va dir: «El jutge ha donat la raó al nostre argument –que va ser un dels molts arguments que vam presentar–, que el Tribunal Suprem espanyol no és l'autoritat competent. En la seva opinió, el jutge belga es refereix a l'article 71 de la Constitució espanyola [inviolabilitat], a l'article 6 del Tribunal d'Estrasburg [dret a un judici just] i a l'article 47 de la Carta de Drets Fonamentals de la Unió Europea [dret a un jutge imparcial], com hem esmentat també a les nostres observacions escrites per a la via judicial».
El 29 de maig de 2019, tres dies després de les eleccions al Parlament Europeu, el secretari general de la cambra Klaus Welle, a petició del president en funcions de la cambra Antonio Tajani, va vetar l'accés a les instal·lacions als eurodiputats electes Puigdemont i Comín en un acte de benvinguda dels nous càrrecs. Com a resposta, Puigdemont i Comín van presentar una queixa formal al president Tajani pel tracte discriminatori, van sol·licitar una còpia de les càmeres de seguretat de l'eurocambra com a prova dels fets, i van tramitar una carta de denúncia a la Defensora del Poble Europeu Emily O'Reilly. Així mateix, Bekaert va citar amb èxit el Parlament Europeu davant el Tribunal de Justícia Europeu a Luxemburg. Finalment, el 4 de juny de 2019, Puigdemont i Comín van poder accedir al Parlament Europeu i prendre possessió del càrrec.
Després de la sentència del judici al procés independentista català, dictada el 14 d'octubre de 2019, el jutge Llarena va emetre l'enèsim intent d'euroordre d'extradició, aquesta vegada però, destinada únicament a la captura, detenció i entrada a presó de Puigdemont. La fiscalia belga va retornar l'euroordre amb l'objectiu d'encarregar la traducció a l'anglès o una de les llengües oficials de l'estat –neerlandès o francès– a les autoritats espanyoles perquè estava redactada en castellà i fent servir un model de formulari genèric de la Unió Europea. Al respecte, Bekaert va plantejar una irregularitat evident com va ser que el 10 d'octubre de 2019 el fiscal espanyol va demanar la cerca i ingrés a presó de Puigdemont basant-se en els fets i la condemna d'una sentència que encara trigaria quatre dies a publicar-se i, en conseqüència, a notificar-se a les parts. També va expressar la seva disconformitat a que, després de la tramitació de l'euroordre, aquell dia el Parlament Europeu no hagués deixat entrar a Puigdemont, argumentat que cap norma del reglament intern de la cambra ho preveu. El president del Parlament Europeu David Sassoli va argumentar que, en tot moment, és un procediment automatitzat després de la tramitació d'una euroordre i que, en cap cas, va ser un requeriment seu –a diferència del que va realitzar el seu antecessor Antonio Tajani–. El 30 d'octubre de 2019, Bekaert, juntament amb el seu pare Paul Bekaert, Gonzalo Boye i Christophe Marchand van actuar de defensa de Puigdemont en la compareixença davant del jutge de primera instància Jan Coppens, a la Chambre du conseil, situada al Palau de Justícia de Brussel·les. En aquella audiència preliminar, el magistrat va donar un termini de mes i mig, fins al 16 de desembre, per a preparar les al·legacions contra l'ordre d'extradició.
El 24 de setembre de 2021, l'endemà de la detenció de Carles Puigdemont a Sardenya, va manifestar que es tractava d'un «error de comunicació» entre Madrid i Sardenya, car la immunitat de Puigdemont no havia cedit i, per tal d'evitar més equivocacions, volia que es reafirmés aquest dret com a mesura provisional davant el Tribunal de Justícia de la Unió Europea. Bekaert va exposar que «quan hi ha una ordre de detenció europea, està marcada. I quan estàs marcat al sistema Schengen, això vol dir que pots ser privat de llibertat just a la frontera. Probablement, Espanya s'ha descuidat de retirar el senyal, de manera que un funcionari entusiasmat a Sardenya el va aturar de totes formes». A principis d'any, el Parlament Europeu li va aixecar la immunitat però la mesura va ser impugnada legalment i, per tant, no era concloent. A les sis de la tarda del 24 de setembre va abandonar el recinte penitenciari on va ser reclòs sense que se li imposés cap mesura cautelar més enllà del requeriment de compareixença obligatòria davant d'un jutge italià el 4 d'octubre.

### Valtònyc
També defensa el raper mallorquí Josep Miquel Arenas («Valtònyc»), exiliat a Bèlgica el maig de 2018, quan Espanya el va condemnar a tres anys i mig de presó per la lletra de les cançons que va cantar l'any 2012, quan tenia divuit anys. Quatre mesos després del seu exili, el setembre de 2018, un tribunal de primera instància belga va rebutjar l'euroordre d'extradició emesa per l'Audiència Nacional espanyola contra el cantant. El 17 de setembre de 2018, poc després d'aquesta sentència, va dir: «Crec que envia un missatge a Madrid i a la justícia espanyola que han de deixar d'abusar de l'euroordre de detenció. És una eina molt bona com a tal, però no és apta per a casos com aquest i no està pensada per a permetre que Espanya processi persones només per la seva opinió». Les declaracions postsentència tingueren ressò en mitjans d'arreu del món, com per exemple, el diari The New York Times.
Un cop les autoritats espanyoles van recórrer la sentència, el Tribunal d'Apel·lacions de Gant va formular una qüestió prejudicial al Tribunal de Justícia de la Unió Europea per a plantejar si la petició complia els requisits demandats per a tramitar-la, és a dir, si es podia aplicar la via de resolució ràpida pel delicte d'enaltiment del terrorisme. Com el tribunal va rebutjar el supòsit, el criteri de referència havia de ser el Codi penal belga, motiu pel qual la cort de Gant va presentar una segona qüestió prejudicial al Tribunal Constitucional de Bèlgica. Temps després, el 28 d'octubre de 2021, la resposta del tribunal d'interpretació normativa va ser taxativa: la llei belga de 1847 sobre ofenses a la monarquia és contrària a la Constitució de Bèlgica i a la Convenció Europea de Drets Humans perquè viola el principi de llibertat d'expressió, cal que sigui derogada i, en conseqüència, denegada l'extradició. No obstant, s'intueix que el 28 de desembre la cort de Gant emeti el seu veredicte particular, que es preveu absolutori tenint en compte la jurisprudència dels darrers anys. La sentència encara es podria recórrer al Tribunal de Cassació, ja que la fiscalia belga sol·licita com a supòsit d'extradició el d'«insults en general, com els que s'adrecen a qualsevol persona».